# Lime Point Light Station
Die Lime Point Light Station ist ein im Jahr 1883 als Nebelhornanlage gebautes und 1900 um ein Leuchtfeuer erweitertes Schifffahrtszeichen am nördlichen Fuß der Golden Gate Bridge. Die Anlage wurde 1961 automatisiert und wird heute von der United States Coast Guard betrieben. Einige der ursprünglichen Gebäude wurden abgerissen, so dass nur noch das Nebelhorngebäude übriggeblieben ist. Es ist das letzte in seinem ursprünglichen Zustand befindliche Gebäude seiner Art in Kalifornien.

## Lage und Bedeutung für die Schifffahrt
Die Lime Point Light Station liegt auf einem nur etwa 20 Fuß (etwa 6 Meter) breiten und 100 Fuß (etwa 30 Meter) ins Wasser ragenden riffartigen Felsvorsprung am nördlichen Rand des Golden Gate. Diese Meerenge stellt die Verbindung zwischen der Bucht von San Francisco und dem Pazifischen Ozean dar und gehört deshalb zu den meistbefahrenen Transportwegen der Seeschifffahrt in Kalifornien. Gleichzeitig ist sie der einzige Ort entlang der nordkalifornischen Pazifikküste, an dem Nebel ungehindert durch das kalifornische Küstengebirge in das kalifornische Längstal vordringen kann. Aus diesem Grund bestehen am Eingang der Bucht von San Francisco häufig schlechte Sichtverhältnisse, die vor dem Aufkommen von Radar und Satellitennavigation immer wieder zu Schiffsunglücken in der Meerenge führten.

## Geschichte

### Bau als Nebelhornanlage im Jahr 1883

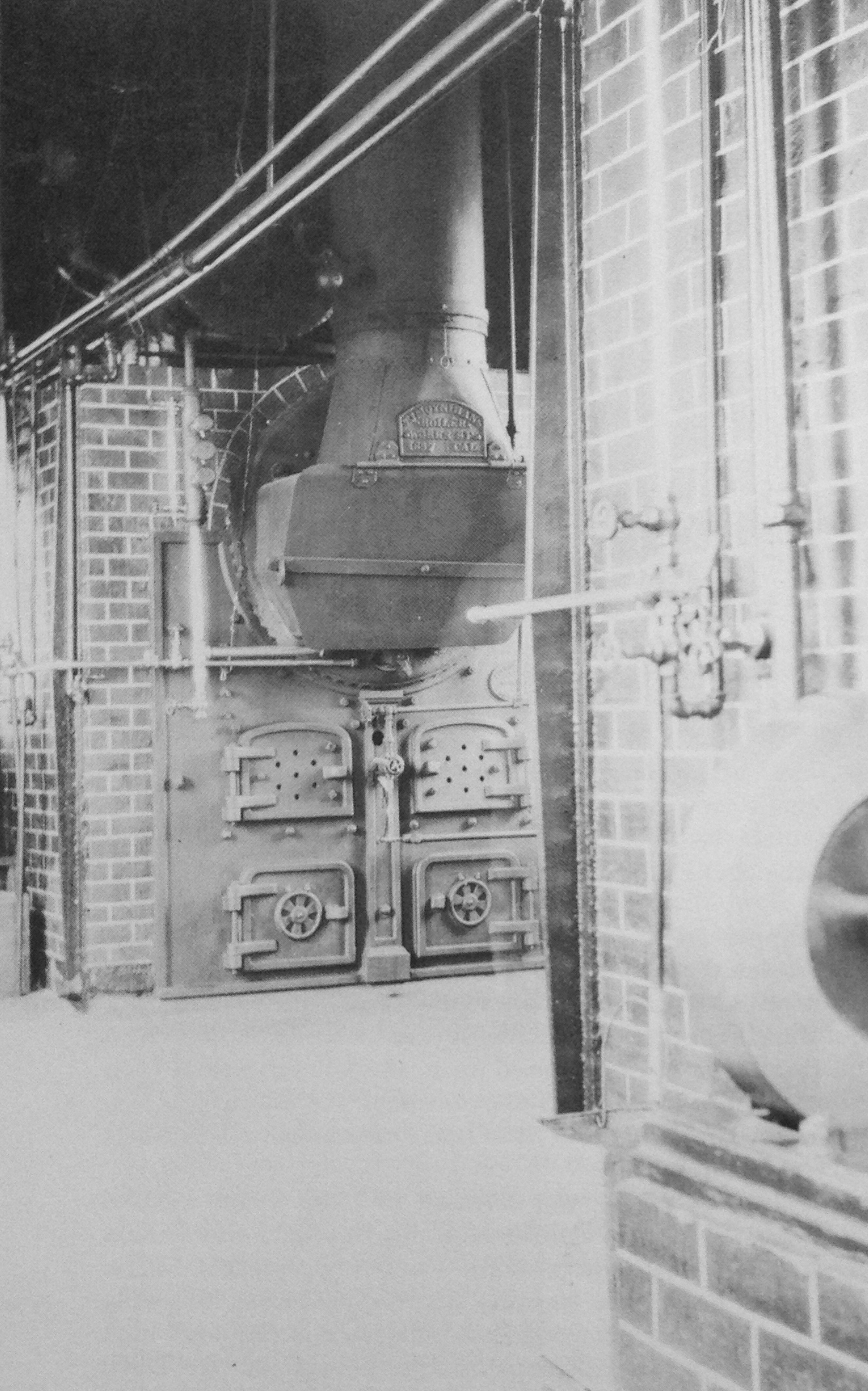
Blick auf die Feuerkammer im Nebelhorngebäude von Lime Point. Undatiertes Foto der United States Coast Guard.

Die Lime Point Light Station wurde im Jahr 1883 in Form eines einstöckigen Nebelhorngebäudes mit angeschlossenem zweistöckigen Wohngebäude für die zwei Wärter der Anlage und ihre Familien gebaut. Ursprünglich war lediglich eine Verwendung als Nebelhornanlage vorgesehen, da der Nebel die größte Bedrohung für die Schifffahrt im Golden Gate darstellte. Der Betrieb der zwei dampfbetriebenen Nebelhörner wurde über eine Feuerkammer gewährleistet, in die die Wärter jährlich mehr als 150.000 Pfund (rund 68 metrische Tonnen) Kohle schaufeln mussten. Das zur Dampferzeugung benötigte Wasser wurde durch eine Rohrleitung von einer natürlichen Quelle in einen 20.000 Gallonen (rund 76.000 Liter) fassenden Tank geleitet und dort vorgehalten.
Die Wärter arbeiteten in 6-Stunden Schichten und hatten auf diese Weise für eine 24-stündige Bereitschaft der Anlage zu sorgen. Zusätzlich zum Betrieb des Nebelhorns bei schlechter Sicht für die Schifffahrt bestand die Aufgabe der Wärter auch darin, die Seenotrettungsmannschaften von Fort Point auf der gegenüberliegenden Seite des Golden Gate über Havarien zu benachrichtigen. Hierzu gaben sie mit dem Nebelhorn fünf bis sechs kurze und ein anschließendes langes Pfeifsignal ab.

### Erweiterungen in den ersten Jahrzehnten des 20. Jahrhunderts
Im Jahr 1900 wurde die Anlage um ein Leuchtfeuer erweitert, das am 26. November desselben Jahres in Betrieb ging. In den ersten Jahren wurde der Lichtstrahl über eine durch eine Öllampe beleuchtete 300-Millimeter-Linse erzeugt. Doch bereits im Jahr 1903 begannen Experimente mit Petroleum, das bis zur Elektrifizierung der Anlage im Jahr 1932 sowohl für den Betrieb des Leuchtfeuers als auch für denjenigen des Nebelhorns genutzt wurde.
Im Jahr 1910 errichtete die United States Army ein rechteckiges Gebäude mit flachem Dach, auf dem sie einen großen Suchscheinwerfer anbrachte. Dieser Scheinwerfer – von gleicher Konstruktion wie seine beiden Pendants bei Point Bonita – erfüllte die Funktion, vermisste Wasserfahrzeuge der United States Navy ausfindig zu machen. Sein Licht war heller als das des Leuchtfeuers der Lime Point Light Station.
Im Jahr 1923 entschied das Lighthouse Board, ein Schifffahrtszeichen bei Point Diablo zu errichten. Point Diablo Light, etwa auf halbem Weg zwischen der Lime Point Light Station und Point Bonita Light am Rande der Pazifikküste gelegen, wurde in Form eines kleinen weißen Gebäudes mitten in die Steilküste hineingebaut. Die vom Wasser aus über eine steile Treppe erreichbare Signalstation wurde über ein Telefon- und ein Stromkabel mit der Lime Point Light Station verbunden. Die Wärter der Anlage von Lime Point konnten auf diese Weise den ordnungsgemäßen Betrieb von Point Diablo Light kontrollieren und dessen Leuchtfeuer und Nebelhorn aus der Ferne in Betrieb setzen.

### Lime Point vom Bau der Golden Gate Bridge bis heute

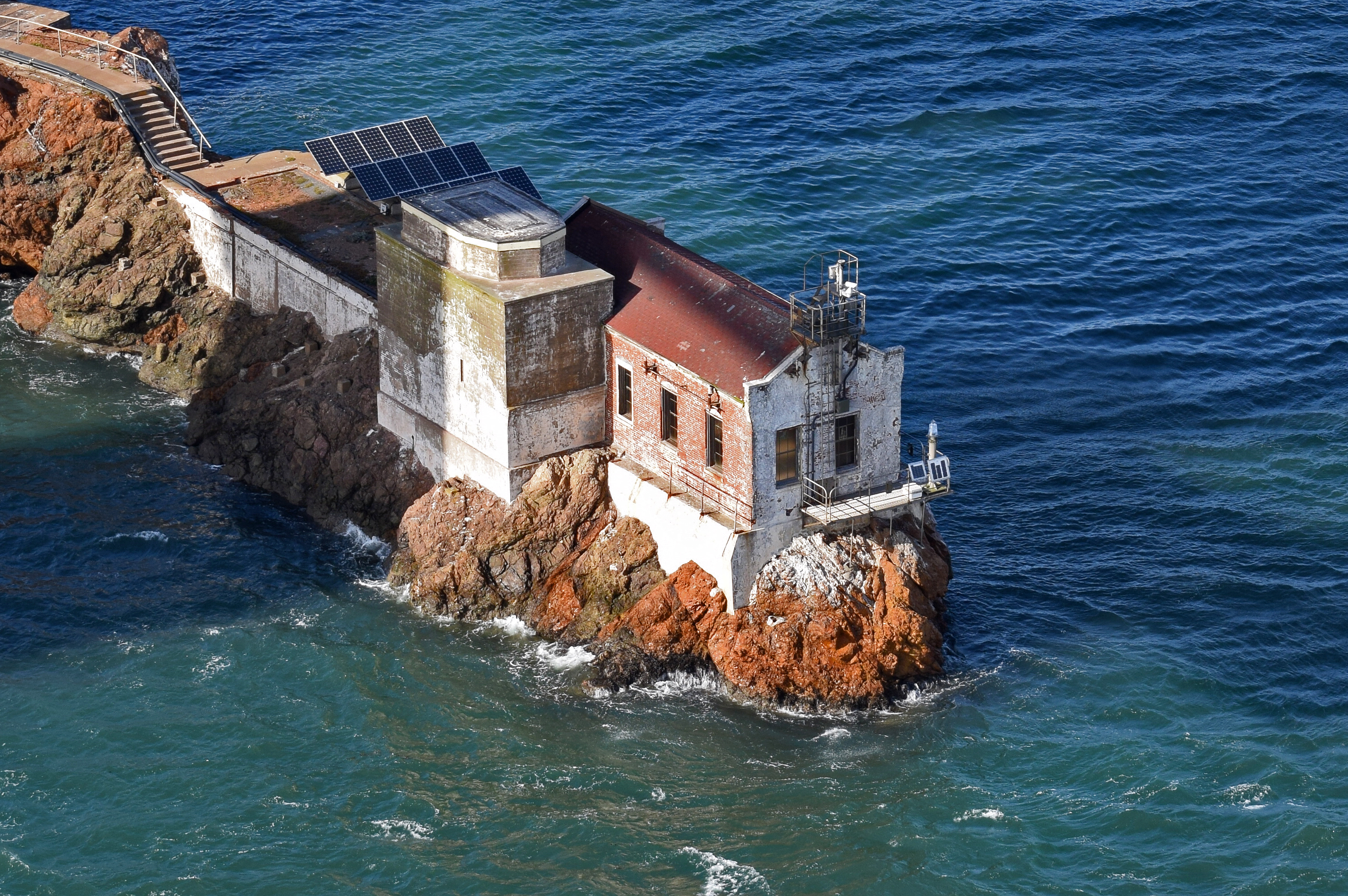
Lime Point Light Station, Blick von der Brücke (2019).

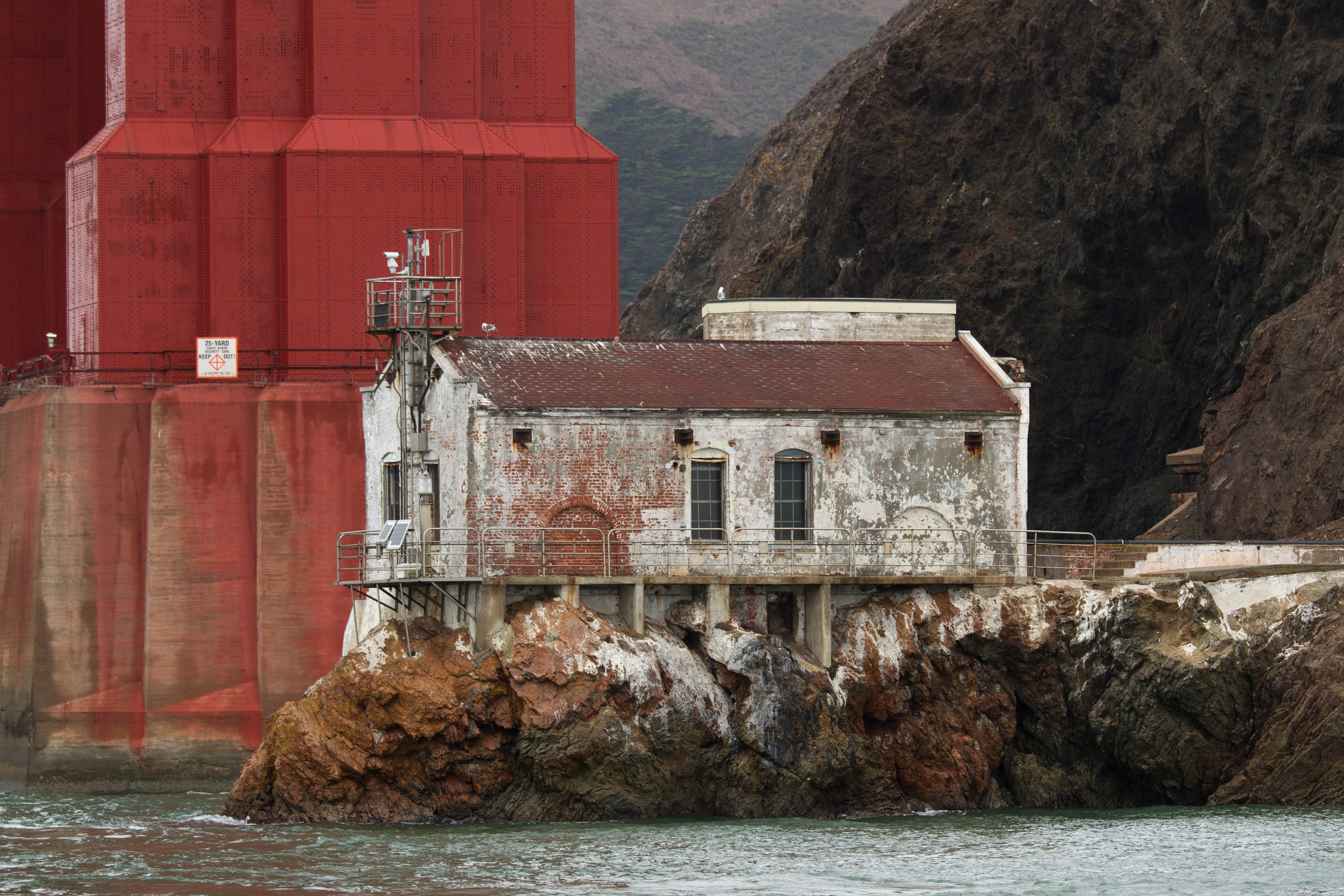
Ansicht von der Seeseite (2014).

Im Jahr 1939 und damit zwei Jahre nach dem Bau der Golden Gate Bridge ging der Betrieb der Lime Point Light Station – wie derjenige aller übrigen Schifffahrtszeichen in Kalifornien – in die Hände der United States Coast Guard über. Lime Point lag nun direkt unter den nördlichen Pfeilern der Brücke und war mehrfach durch Anbauten von weiteren Gebäuden erweitert worden. Ungeachtet der Tatsache, dass Touristen von der Brücke aus immer wieder leere Flaschen und anderen Müll auf die Anlage warfen, war Lime Point eine unter dem Personal der Coast Guard beliebte Station. Gemeinsam mit ihren Familien lebten die Wärter in für jene Zeit modern ausgestatteten Räumlichkeiten und nutzten ihre Freizeit zum Angeln im Pazifik. Über die Golden Gate Bridge war die Anlage mit San Francisco und über eine Straße war sie mit der in Marin County gelegenen Ortschaft Sausalito verbunden.
Kurz vor Weihnachten 1959 fand ein Raubüberfall auf die Lime Point Light Station statt. Die überraschten Wärter der Küstenwache sahen sich eines Nachts plötzlich einem Bewaffneten gegenüber, der ihnen ihr Geld abnahm. Der Räuber verschwand anschließend und gab bei seiner Flucht zwei Warnschüsse in die Luft ab. Ralph Shanks und Lisa Woo Shanks vermuten in ihrem 1990 erschienenen Buch Guardians of the Golden Gate, bei dem Vorfall könnte es sich um den weltweit einzigen Raubüberfall auf eine Leuchtturmanlage gehandelt haben.

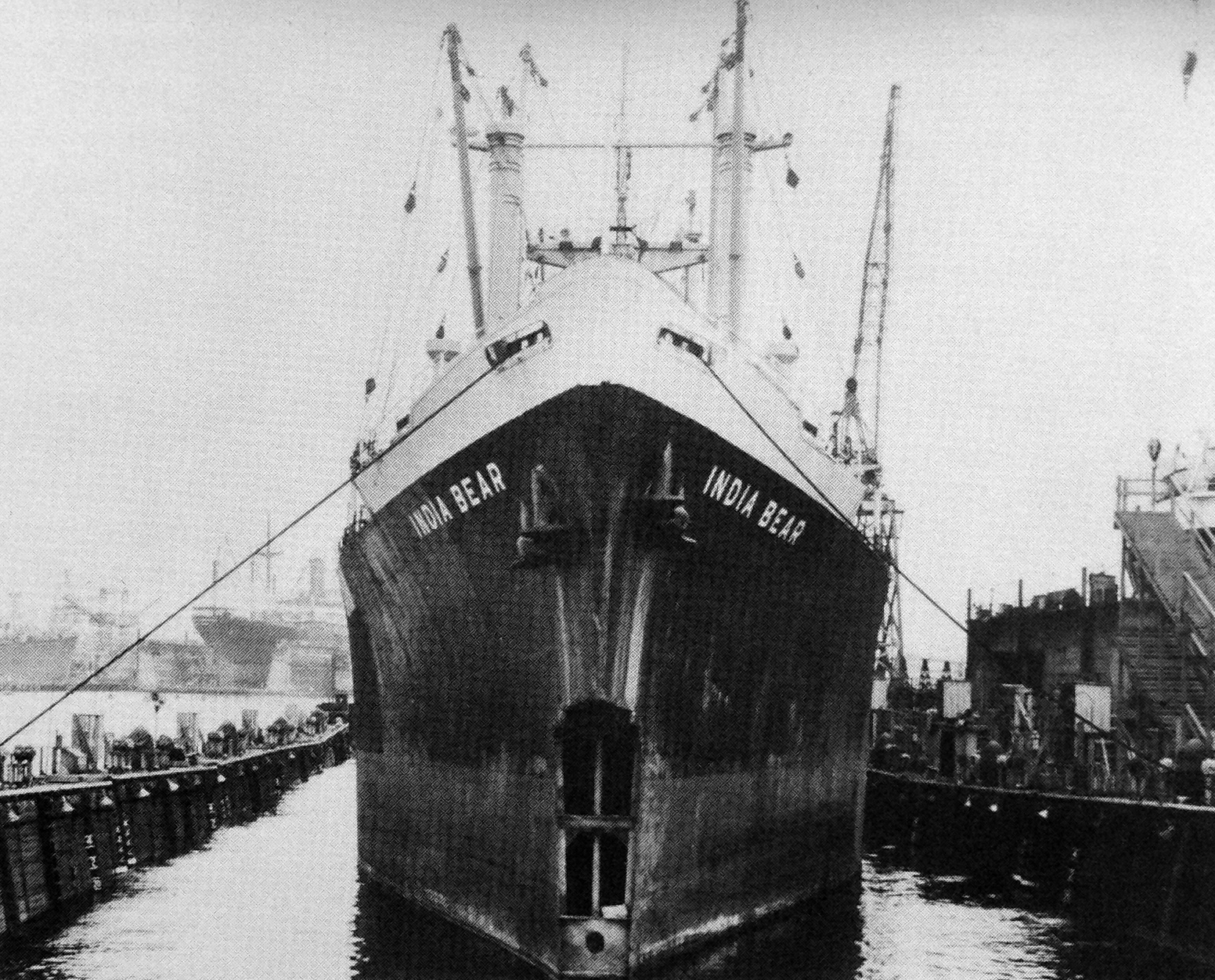
Der Frachter India Bear bei Reparaturmaßnahmen in einem Dock in Alameda, 1960. Deutlich ist der Schaden am Bug des Schiffes zu erkennen.

Am 3. Juni 1960 rammte das Frachtschiff India Bear die Leuchtturmstation in dichtem Nebel. Der Kapitän des Schiffes hatte erst in letzter Minute bemerkt, dass die India Bear rund 180 Meter vom Kurs abgekommen war. Trotz eines unverzüglich eingeleiteten Rückwärtsmanövers lief das Schiff mit seinem Bug auf den Felsvorsprung auf. Die Lime Point Light Station erlitt bei diesem Unfall Schäden in Höhe von 7.500 Dollar (vor allem die Toilette der Anlage war völlig zerstört worden), während sich die Schäden an dem Frachter auf 60.000 Dollar beliefen. In einer anschließenden Untersuchung des Vorfalls wurden starke Winde, die das Signal des Nebelhorns unwirksam werden ließen, sowie Strömungen in der Meerenge als Ursachen für den Unfall ausgemacht.
Ein Jahr nach dem Vorfall wurde die Lime Point Light Station automatisiert und die letzten Leuchtturmwärter der Küstenwache verließen die Station. Im Zuge dieser Automatisierung wurden weite Teile der Anlage abgerissen, so dass heute nur noch das Nebelhorngebäude mit einem elektrisch betriebenen Leuchtfeuer übrig geblieben ist.